# 平等院テンプル
座標: 北緯21度25分51.43秒 西経157度49分54.44秒 / 北緯21.4309528度 西経157.8317889度

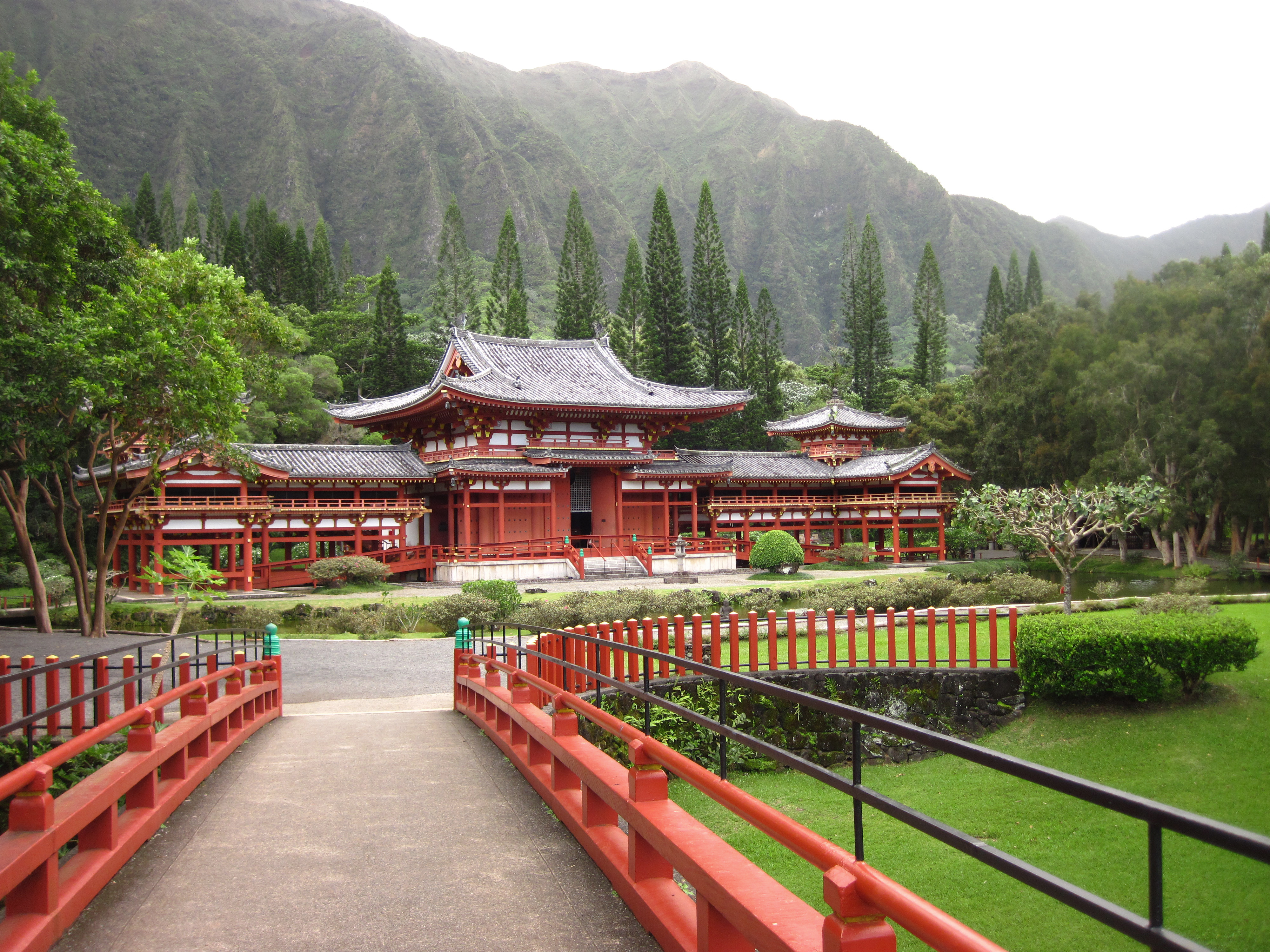
平等院テンプル

平等院テンプル（びょうどういんテンプル、Byodo-In Temple）は、アメリカ合衆国ハワイ州のオアフ島・カネオヘにある仏教施設。日本の宇治市にある平等院鳳凰堂を模した建築物である。コオラウ山脈の麓に位置する民営の公園墓地、バレー・オブ・ザ・テンプルズ・メモリアルパーク (Valley of the Temples Memorial Park) 内に位置する。
本項では同メモリアルパークについても言及する。

## 概要
1968年6月7日、ハワイへの日本人移民100周年を記念して、バレー・オブ・ザ・テンプルズ・メモリアルパークの最奥部に建立された。建設を計画したのは、メモリアルパークを運営するポール・W・トラウズデル（Paul W. Trousdale）である。平等院テンプルはコンクリート製で、宇治の平等院を縮小したスケールモデルである。建設には、1万枚のコンクリート、260万ドルの費用と3年の歳月が費やされた。
建物内部には9フィート（約3m）の阿弥陀如来坐像が安置されている。金箔を施したこの仏像は日本で Masuzo Inui によって製作されたものである。平等院テンプルはメモリアルパークに付随する施設であって、布教活動を行う寺院（active temple）とは異なり、また特定の宗派に属するものではない（non-denominational Buddhist temple）。建物内の壁には建立に賛同した諸宗派のシンボルマークが飾られており、仏教や教派神道の宗派の紋のほか、キリスト教の十字架も掲げられている。
平等院テンプルの周囲には2エーカー（8,000 m²）の池がめぐらされており、建物の手前には長い橋が架けられている。池にはコイが放たれているほか、コクチョウやクジャクが飼われている。また、敷地内には鐘楼・東屋・茶店・日本庭園などがある。
平等院テンプルは、ハワイの住民や日本からの観光客によって、しばしば結婚式場として使われている。また映画やテレビドラマのロケ地としてもしばしば利用されており、『ハワイ5-0』（1968年-1980年）や『私立探偵マグナム』（1980年-1988年）ではプロットの中に登場するほか、『LOST』（2004年-2010年）や『シークエスト』（1993年-1996年）でもロケに用いられている。映画『パール・ハーバー』（2001年）では宇治の平等院に見立てて撮影された。

## バレー・オブ・ザ・テンプルズ・メモリアルパーク
バレー・オブ・ザ・テンプルズ・メモリアルパークは、1963年にポール・トラウズデルによって開設された民営の公園墓地である。仏教に限らずさまざまな宗教を持つ人々のための施設であり、メモリアルパーク内には仏像のほか、キリストの受難像や聖母マリア像・聖人像などキリスト教のモニュメントもある。埋葬による家族墓・個人墓のほか、火葬による遺骨の納骨や散骨など、さまざまな葬制オプションを提供している。メモリアルパークにはさまざまな出自（日系・中国系・韓国系・ポルトガル系など）や信仰（仏教・神道・カトリック・プロテスタント・無宗教など）を持つ人々が葬られており、政治家のウォルター・ディリンガム (Walter F. Dillingham) のようなハワイの名士の墓もある。
平等院テンプルを見下ろす丘の上には、2001年にホノルルで死去した張学良の墓がある。1989年にホノルルで没したフィリピンの元大統領フェルディナンド・マルコスが最初に葬られたのも、平等院テンプルを望む個人用の墓であった（マルコスの棺は1993年にフィリピンに移された。フィリピンでの埋葬までの顛末については、フェルディナンド・E・マルコス大統領センター、フェルディナンド・マルコスの埋葬を参照）。

## ギャラリー

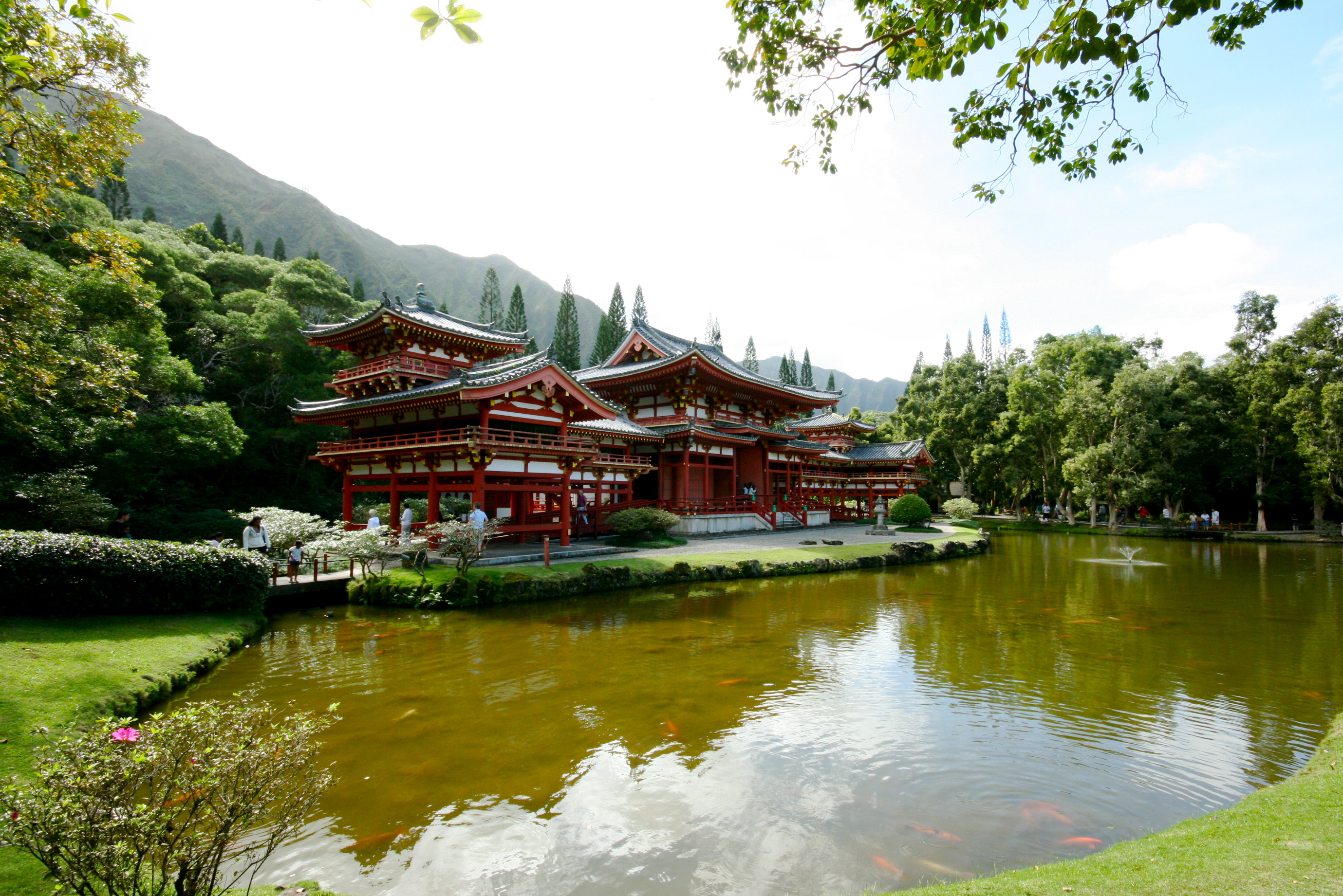
平等院テンプルと池
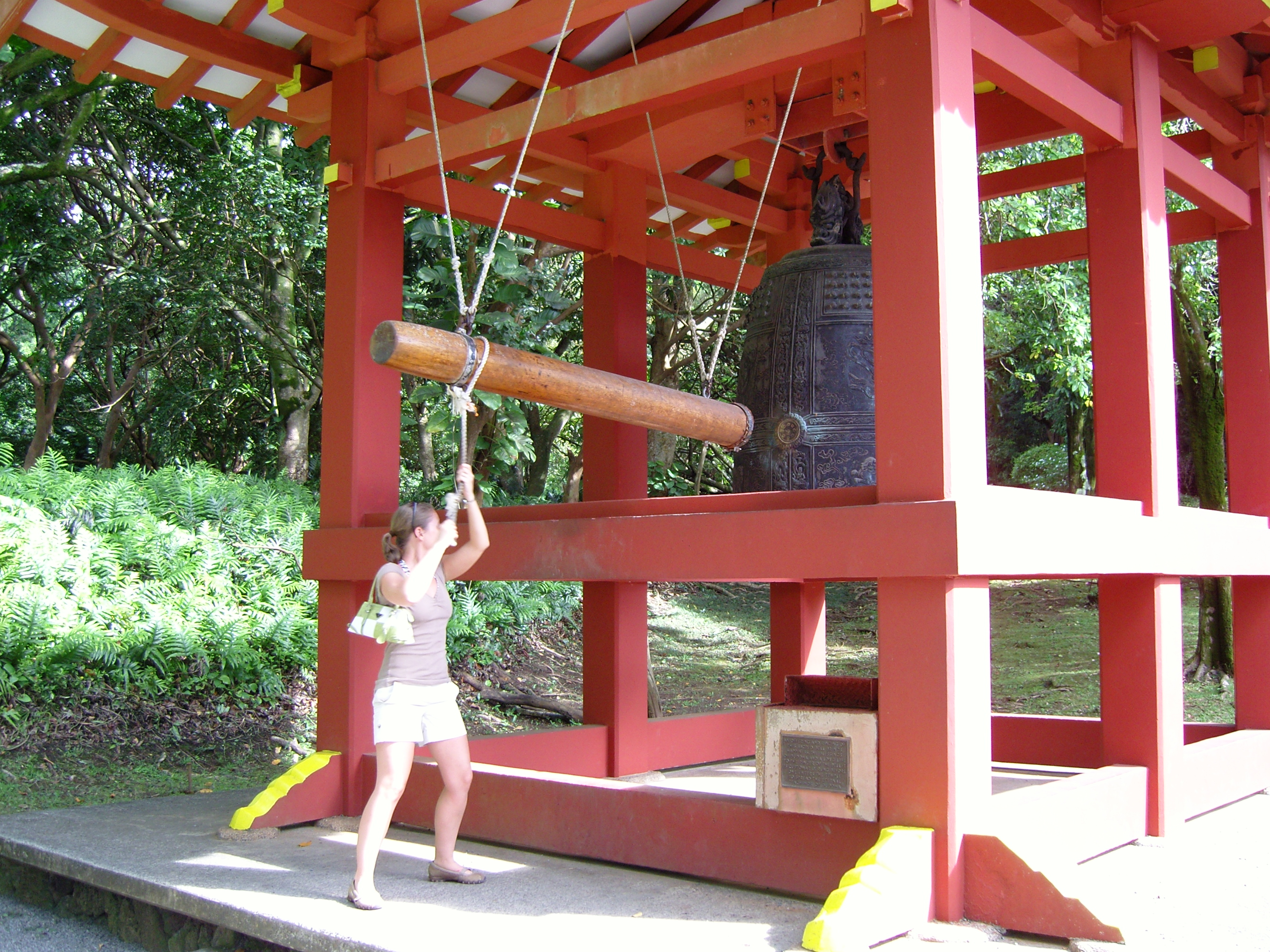
鐘楼
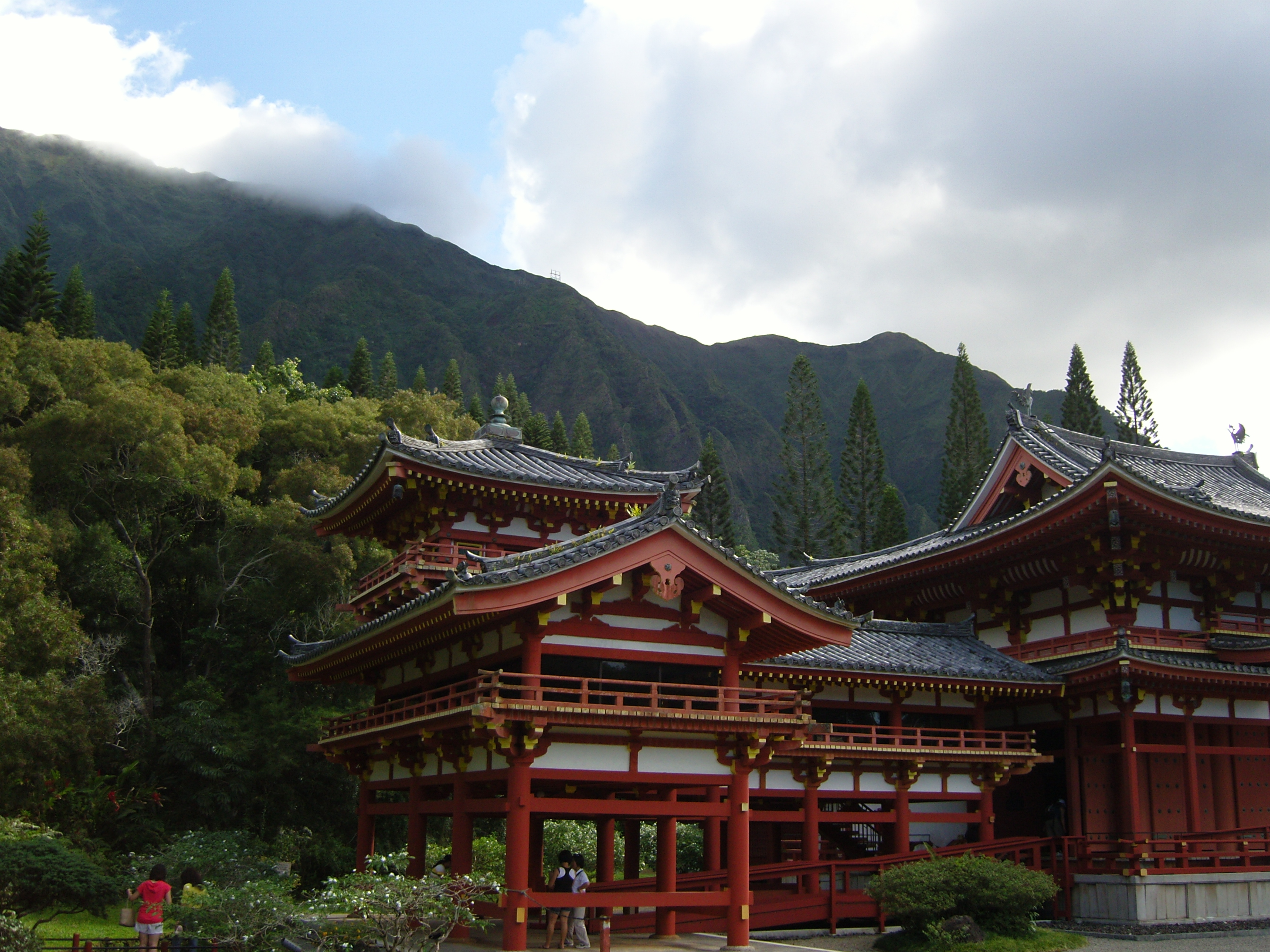
平等院テンプルと背後のコオラウ山脈
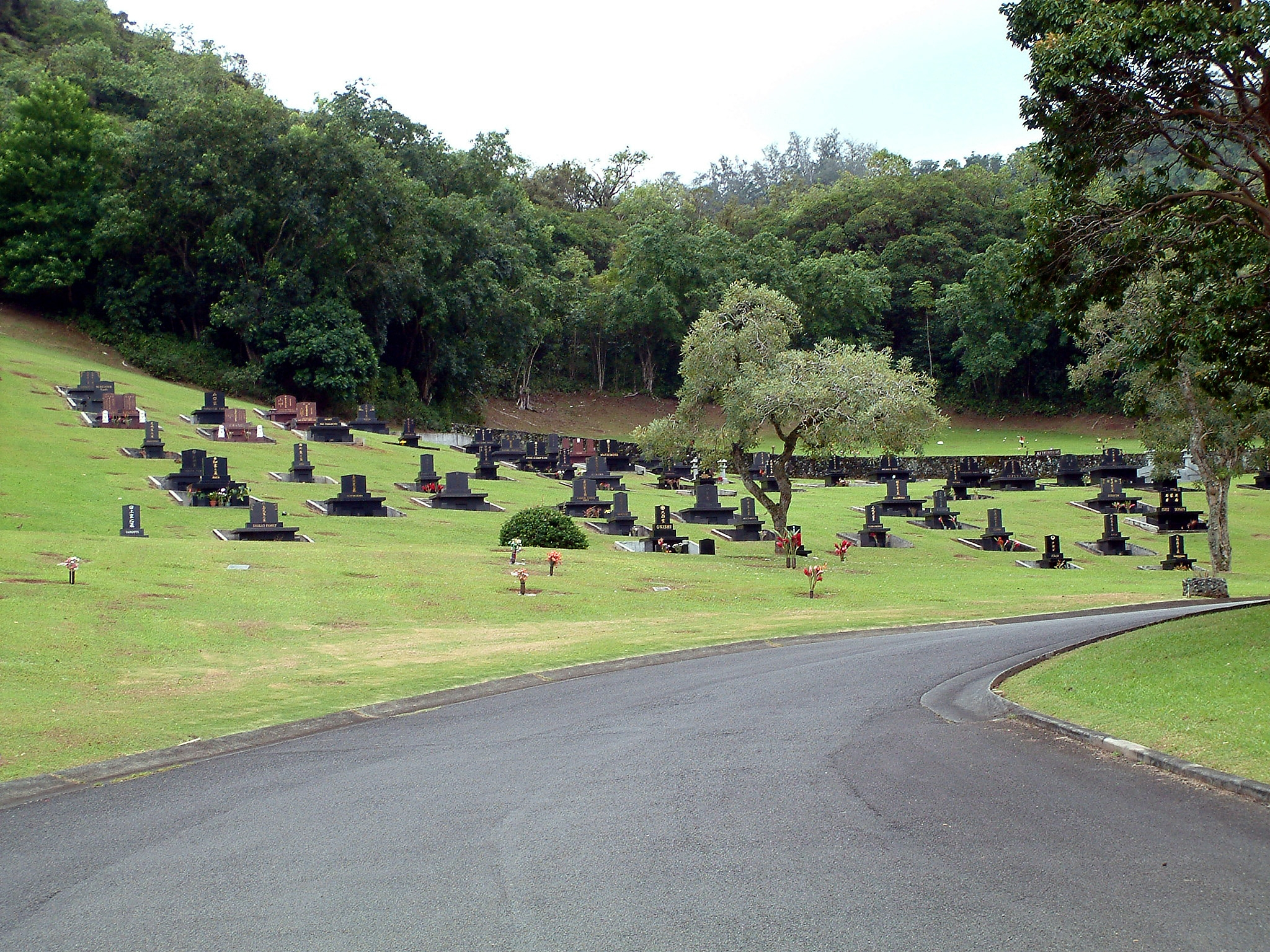
メモリアルパークにある日本式の墓